# マット・フレイジェ
マット・フリージャ（Matt Freije）ことマシュー・ウェイン・フレイジェ（Matthew Wayne Freije）、1981年10月2日 - ）は、レバノンのプロバスケットボール選手。レバノン男子プロバスケットボールリーグ1部ディビジョンAのアル・リヤディ・ベイルートに所属している。ノースダコタ州ビスマーク出身。ポジションはパワーフォワード、センター。208cm、109kg。

## 来歴
ヴァンダービルト大学で2000年から2004年までプレーした後、2004年のNBAドラフト2巡でマイアミ・ヒートから指名されたが、シーズン開幕前に解雇された。04-05シーズン、ニューオーリンズ・ホーネッツに所属し、先発11試合を含む23試合に出場し、平均4.0得点、2.7リバウンドをあげたがシーズン終盤に解雇された。2004年12月26日のクリーブランド・キャバリアーズ戦で12得点、11リバウンドをあげた。
06-07シーズン、アトランタ・ホークスと契約し19試合に出場し、平均2.1得点をあげたが、12月下旬にホークスがスタニスラヴ・メドベデンコを獲得した際、ウェーバーされた。
2008年のNBAサマーリーグではミルウォーキー・バックスの一員としてプレーした。
2009年のサマーリーグではポートランド・トレイルブレイザーズの一員としてプレーした。その年、プエルトリコリーグでプレーしている。
2009年バスケットボール男子アジア選手権が修了した後、レバノンのスポーティング・アル・リヤディ・ベイルートでプレーした。
2012-2013シーズンもレバノンのアムチト・クラブでプレーした。
バスケットボールレバノン代表でもプレー、2010年バスケットボール世界選手権では、カナダ戦の残り4分58秒に66-64と逆転3ポイントシュートを成功、チームは81-71で勝利した。